# Kowalice
Kowalice (deutsch Nikolschmiede) ist ein Dorf in der Stadt- und Landgemeinde Iłowa im Powiat Żagański der Woiwodschaft Lebus in Polen.
Kowalice liegt drei Kilometer südöstlich von Iłowa (Halbau) und 16 Kilometer südwestlich von Żagań (Sagan). Zielona Góra ist als eine der Hauptstädte der Woiwodschaft Lebus ungefähr 54 Kilometer südlich gelegen.
Das Dorf geht auf eine alte Schmiedesiedlung zurück. Die Entwicklung des deutschsprachigen Namens unterstreicht diesen Ursprung: Als Nickel Schmyde im Jahr 1492 erwähnt, findet es sich über die folgenden Jahrzehnte auch als Nickelsmidyn (1498), Nickelschmyden (1525) und Nicklschmiede (1537) wieder. Östlich der großen Tschirne befand sich historisch der Lausitzer Teil der Ortschaft; der westliche Teil gehörte Schlesien an.